# Ассара
Ассара (адыг. Ӏэсэрэ) — горная вершина в западной части Большого Кавказа, на границе между Адыгеей и Краснодарским краем. Вершина горы является крайней южной точкой Республики Адыгея.

## География
Гора является вершиной одноимённого горного массива в отрогах Главного Кавказского хребта. Расположена в 7 км к юго-востоку от высшей точки Адыгеи — горы Чугуш и 12 км к северу от села Эстосадок.
Вершина горы составляет — 2 632 метра над уровнем моря. На склоне горы берут свои воды реки Киша (на севере) и Лаура (на юго-востоке). Северный склон горы круглый год покрыт снегом, на южном склоне снег тает в летний период и склон накрывается субальпийской растительностью.